# سفارة اليونان في الولايات المتحدة
سفارة اليونان في الولايات المتحدة هي أرفع تمثيل دبلوماسي لدولة اليونان لدى الولايات المتحدة. تقع السفارة في شمال غربي واشنطن العاصمة وهي تهدف لتعزيز المصالح اليونانية في الولايات المتحدة.

## وصلات خارجية
- الموقع الرسمي
- قائمة سفارات اليونان
- قائمة السفارات في الولايات المتحدة